# Nulfoutenmethode
De nulfoutenmethode is een didactische methode waarbij de leraar bij het corrigeren van een taak geen "punten aftrekt" of "fouten aanstreept", maar de taak teruggeeft aan de leerling zolang er nog fouten in staan. Als de leerling de fout niet zelf blijkt te vinden, moet de leraar wat tips of aanwijzingen geven in welke richting de leerling moet zoeken, om het niet onoverkomelijk te maken. Bijvoorbeeld: "ik denk dat je vooral moet letten op het gebruik van hoofdletters" of: "controleer nog eens of je de komma wel juist geplaatst hebt (bij cijferen)".
Deze methode is erop gericht de leerlingen ertoe aan zetten zelfstandig te werken en kwalitatief werk af te leveren. De leerling wordt namelijk aangemoedigd zelf zijn fouten op te zoeken. De leraar geeft de leerling eigenlijk krediet door als het ware te zeggen: ik denk dat je wel in staat bent de taak nog te verbeteren. 
Bovendien kan deze methode het zelfvertrouwen van de leerling versterken. Bij de gebruikelijke correctiemethode, waarbij de leraar met een rode pen de fouten markeert, kunnen leerlingen die een lage dunk van zichzelf hebben in hun negatieve zelfbeeld worden gesterkt. 
Bij de nulfoutenmethode kan bijna iedereen van de klas (na één of meer pogingen) "maximum" of "foutloos" (soms nog "nul fout" genoemd) halen. Het competitieve puntenjagen vervalt dan. 
De methode wordt veel toegepast bij het vak technisch tekenen. De risico's dat een fout in de tekening het daarop gesteunde productieproces verstoort, zijn immers te groot. Leerlingen leren daardoor dat foutloos werken nodig is voor goede kwaliteit. Ook bij het leren programmeren wordt de nulfoutenmethode vaak toegepast. Deze wordt opgelegd door de compiler, een programma dat de broncode van een computerprogramma omgezet naar uitvoerbare instructies. Broncode die fouten bevat zal niet worden gecompileerd en kan ook niet uitgevoerd worden.